# فولفرام من سينس
سانت فولفرام (بالفرنسية: Wulfram de Sens)‏ من فونتيل أو سانت فولفرام من سينس (أيضاً Vuilfran، Wulfrann، Wolfran، اللاتينية: Wulframnus والفرنسية:. Vulfran أو Vulphran، حوالي 640 - 20 مارس 703)  كان رئيس أساقفة مدينة سينس. تم تسجيل سيرته الذاتية بعد وفاته بأحد عشر عاماً على يد الراهب جوناس من فونتيل، ومع ذلك، لا يوجد إتفاق عام على التواريخ الدقيقة لمعظم الأحداث سواء في حياته أو بعد وفاته.